# Łambinowice (gmina)
Łambinowice est une gmina rurale du powiat de Nysa, Opole, dans le sud-ouest de la Pologne. Son siège est le village de Łambinowice, qui se situe environ 18 km au nord-est de Nysa et 31 km au sud-ouest de la capitale régionale Opole.
La gmina couvre une superficie de 123,71 km2 pour une population de 8 157 habitants.

## Géographie
La gmina inclut les villages de Bielice, Budzieszowice, Drogoszów, Jasienica Dolna, Łambinowice, Lasocice, Malerzowice Wielkie, Mańkowice, Piątkowice, Sowin, Szadurczyce et Wierzbie.
La gmina borde les gminy de Korfantów, Niemodlin, Nysa, Pakosławice, Skoroszyce et Tułowice.